# Humberto Costa
Humberto Costa, né le 7 juillet 1957 à Campinas, est un médecin, journaliste et homme politique brésilien. Membre historique du PT depuis 1980, il est sénateur fédéral depuis le 1er février 2011. 
Élu député fédéral de Pernambouc en 1995, il est nommé ministre de la Santé au sein du premier gouvernement de Lula entre 2003 et 2005. En 2011, il est élu sénateur fédéral et devient président du groupe du Parti des travailleurs au Sénat fédéral de 2011 à 2013, de 2014 à 2016 et de 2019 à 2020.

## Biographie

### Jeunesse et parcours politique
Fils d'un marchand de Pernambouc, Humberto Costa est né à Campinas. À l'âge de six ans, il s'installe avec ses parents à Recife, où il construit sa vie professionnelle et politique.
En 1975, Humberto Costa s'engage dans le mouvement étudiant lors de ses études en médecine à l'université fédérale du Pernambouc. Après avoir obtenu son diplôme, il préside l'Association des médecins de Pernambouc et a été premier secrétaire de l'Union des médecins de Pernambouc.

#### Élu local de Pernambouc
En 1980, il rejoint le Parti des travailleurs l'année de sa création, il a également été l'un des créateurs du parti à Pernambouc et devient membre de la direction nationale du parti.
Au sein du parti, il est idéologiquement membre de la ligne majoritaire  « Construire un nouveau Brésil ».
Élu député d'État de Pernambouc en 1990, il se fait remarquer en présidant les commissions de la santé et des droits de l'homme, crée à son initiative. En tant que député fédéral entre 1995 et 1999, il a été trois fois président adjoint du PT et une fois vice-président de l'opposition. Son travail au Congrès lui a valu d'être élu l'un des cent parlementaires les plus actifs et les plus influents.
Il est candidat au poste de gouverneur de l'État de Pernambouc en 2002, arrivant en deuxième position avec 34,1 % des voix contre 60,4 % pour le gouverneur sortant Jarbas Vasconcelos (pt) (PMDB).
En 2001, il a repris le portefeuille municipal de la santé de Recife lors du premier mandat du maire João Paulo, où il a mis en œuvre un programme de santé environnementale, le programme Academia da Cidade et a augmenté le nombre d'équipes du programme de santé de 27 à 120.

#### Ministre de la Santé
Le 1er janvier 2003, lors de l'investiture de Lula pour son premier mandat, il est nommé ministre de la Santé. En tant que ministre, il crée la Pharmacie populaire (pt), le SAMU et Brasil Sorridente. 
Humberto Costa a également créé Hemobrás, une société brésilienne de produits sanguins et de biotechnologie. Il a également permis la création du premier réseau public de banque de sang de cordon ombilical et placentaire, Brasilcord. En juillet 2005, il démissionne du ministère de la Santé, souhaitant se présenter pour les élections de gouverneur de Pernambouc en 2006.

##### Operação Vampiro
En tant que ministre, il fait face à une crise connue sous le surnom de « Operação Vampiro » , un scandale impliquant l'approvisionnement en produits sanguins par le ministère de la Santé entre 1990 et 2004. Après avoir pris connaissance des allégations d'irrégularités, Humberto Costa a ordonné la révision de tous les contrats du ministère. 
Le ministre Costa est ensuite accusé d'avoir participé au scandale, trois des onze personnes impliquées dans les irrégularités ayant été nommées sous son administration. Bien que ce fait ait été largement exploité par ses adversaires politiques lors des élections en tant que gouverneur en 2006, principalement par le gouverneur sortant José Mendonça Filho (pt) et par le candidat au Sénat Jarbas Vasconcelos (pt), causant une grande atteinte politique à son image, le parquet fédéral - auteur de la plainte - a conclu en février 2010 que Humberto Costa n'était pas impliqué dans l'affaire. Le processus n'a pris fin que le 24 mars 2010, lorsque le Tribunal régional fédéral de la 5e Région a innocenté à l'unanimité Humberto, libérant l'ancien ministre des poursuites.

##### Candidat comme gouverneur de Pernambouc en 2006
En 2006, Humberto Costa, ancien ministre de la Santé, est le candidat officiel du PT et du président Lula, mais conduit également un pacte officieux avec le candidat Eduardo Campos (PSB), allié gouvernemental et ancien ministre de la Science de la Technologie au sein du même gouvernement. La stratégie électorale consistait à porter l'un des deux candidats au second tour en ayant une relation cordiale entre les deux candidats durant la campagne. 
À l'issue de l'élection, Eduardo Campos est qualifié au second tour face à José Mendonça Filho (pt) (PFL), et Humberto Costa termine troisième, apportant directement son soutien à Campos pour le second tour, en vertu de l'accord conclu pendant le premier tour. Eduard Campos est élu.

#### Sénateur fédéral
En 2010, Humberto Costa est élu en tant que sénateur fédéral pour l'État de Pernambuco, avec 3 059 818 de voix (38,82%), devenant le premier sénateur de l'histoire de Pernambuco élu avec le PT.

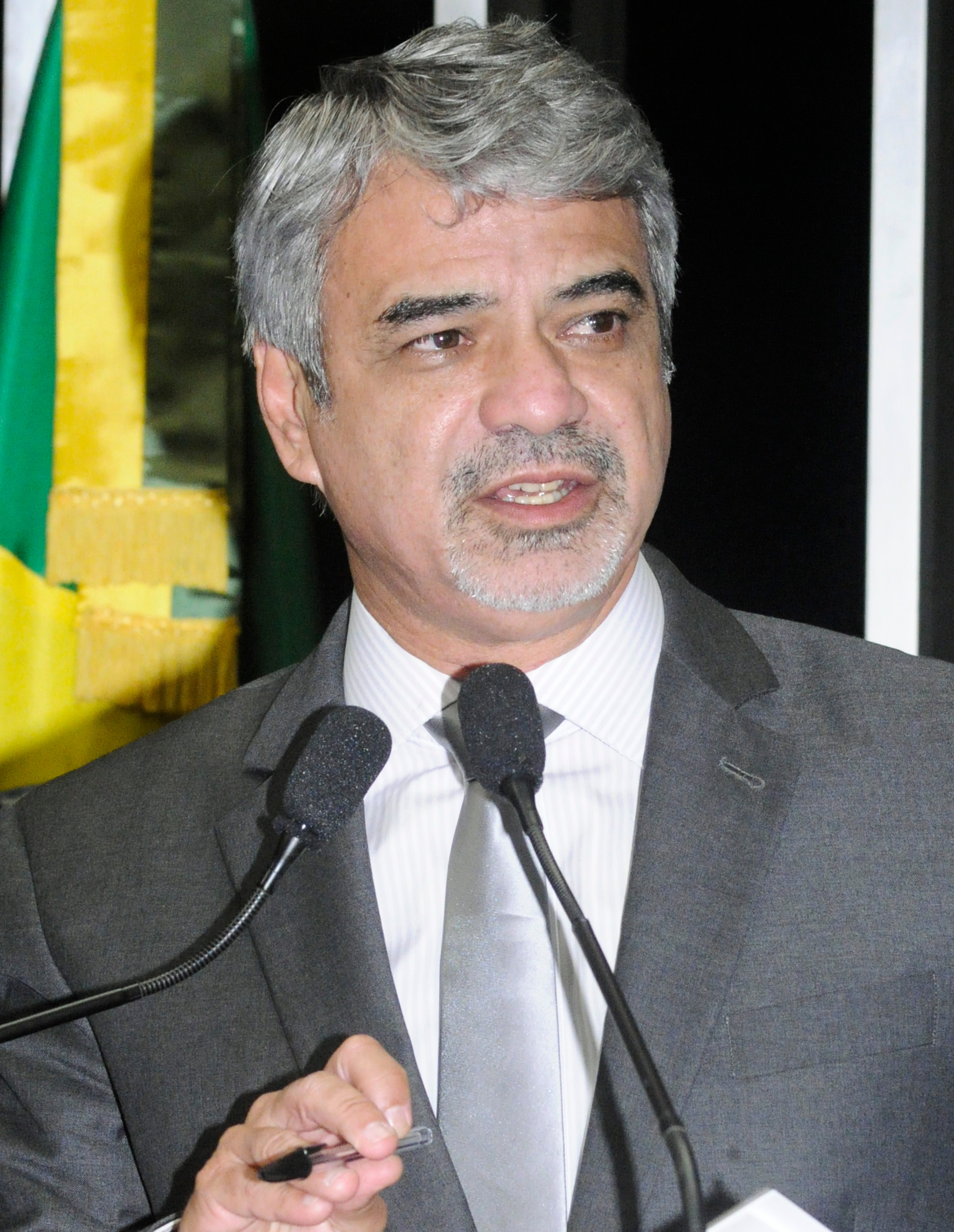
Humberto Costa en 2013.

Il est élu le 11 janvier 2011 comme président du groupe du Parti des travailleurs au Sénat fédéral, prenant ses fonctions au sein de la 54e législature le 1er février 2011, il devient président le même jour.
Le 1er février 2013, Humberto Costa cède sa fonction de président au sénateur Wellington Dias. Un an plus tard, en février 2014, il est à nouveau élu président et est réélu en février 2015,.
Le 24 février 2016, Humberto Costa cède sa fonction de président, étant nommé en tant que chef du gouvernement de Dilma Rousseff au Sénat, exerçant jusqu'en mai et la destitution de la présidente.
À partir de février 2017, il ne retrouve pas sa fonction de président de groupe, mais devient Chef de l'opposition au gouvernement du président Michel Temer au Sénat fédéral.
Lors des élections d'octobre 2018, Humberto Costa est réélu sénateur avec 1,713 millions de voix. 
Le 30 janvier 2019, Humberto Costa est à nouveau élu président du groupe du Parti des travailleurs au Sénat fédéral, jusqu'en février 2020, ne souhaitant pas se représenter à cette fonction et préférant se consacrer aux élections municipales dans l'État de Pernambouc en novembre 2020.